# J. Christian Jensen
J. Christian Jensen (auch Christian Jensen) ist ein Filmemacher, der bei der Oscarverleihung 2015 für den Oscar in der Kategorie Bester Dokumentar-Kurzfilm für seine Arbeit bei White Earth nominiert war. Er studierte Dokumentarfilm an der Stanford University und arbeitete in Brasilien, der Volksrepublik China und Indien. Inzwischen hat er sich in San Francisco niedergelassen und ist neben seiner Tätigkeit als Dokumentarfilmer auch im Bildungswesen tätig.

## Filmographie (Auswahl)
- 2015: The Closing of Alco Store 208 (Dokumentar-Kurzfilm)
- 2014: Solitary Plains (Dokumentar-Kurzfilm)
- 2014: White Earth (Dokumentar-Kurzfilm)
- 2012: Alpha & Omega (Dokumentar-Kurzfilm)
- 2011: Out of Body (Dokumentar-Kurzfilm)
- 2011: Players (Kurzfilm)
- 2010: Wasted on the Young
- 2009: Lost and Alone (Kurzfilm)